# Бремнер, Дес
Дес Бремнер (англ. Desmond Sinclair Bremner род. 7 сентября 1952, Aberchirder) — шотландский футболист, полузащитник, наиболее известный своими выступлениями за «Хиберниан» и «Астон Вилла». В составе «Астон Виллы» он выиграл чемпионат Англии и Кубок европейских чемпионов. Также выступал за «Бирмингем Сити», «Фулхэм» и другие клубы.

## Биография
Дес Бремнер родился 7 сентября 1952 года в Абердине, Шотландия. Свою профессиональную карьеру он начал в 1972 году в клубе «Хиберниан», где провёл семь сезонов, сыграв 201 матч и забив 14 голов. В 1979 году он перешёл в «Астон Вилла» за £275,000, став важным игроком команды.
В «Астон Вилле» Бремнер стал частью команды, которая выиграла чемпионат Англии в сезоне 1980/81 и Кубок европейских чемпионов в 1982 году, обыграв в финале «Баварию» со счётом 1:0. Он был известен своей энергичностью и трудолюбием на поле.
В 1984 году Бремнер перешёл в «Бирмингем Сити», где провёл два сезона, сыграв 62 матча. Затем он играл за «Фулхэм», завершив карьеру в 1988 году в клубе «Реддитч Юнайтед».